# Дану (кельтская мифология)
Да́ну, она же Дананн или Ану (валл. аналог Дон) (ирл. Danu, валл. Danu, брет. Annu, гэльск. Danu) — в кельтской (ирландской) мифологии предположительно богиня-мать, прародительница основной группы богов кельтской (ирландской) мифологии, могущественных и прекрасных туатов, вошедших в предания как Племя богини Дану (Туата де Дананн/Tuatha De Danann — Племя богов, чья мать Дану), четвёртой из пяти мифических «рас», правивших Ирландией до прихода Сыновей Миля (людей), предков современных ирландцев.
Самым ранним источником, таким образом объяснявшим слово *Donann*, является Эохайд уа Фланнакаин (ум. 1004) — церковнослужитель, один из столпов развития ирландской псевдоисторической литературы. Не существует традиций, связанных с такой богиней, и название ведёт себя несоответственно нормальному ирландскому имени собственному; в частности, оно несклоняемо употребляется в родительном падеже, что подразумевает — скорее существование Donann проистекает из названия группы Tuatha Dé Donann, чем наоборот.
Гипотетический именительный падеж имени, *Danu, не найден ни в одном средневековом ирландском тексте, и представляет собою реконструкцию, выполненную современными учёными на основе родительного падежа.
Представителей Племени богини Дану считали волшебниками и обладателями магических знаний.
Дану признавалась матерью-прародительницей богов, из которых наиболее почитаемы Дагда («Добрый бог»), Луг («Сияющий» — бог света), Нуаду («Собиратель облаков», первый король туатов), Бригита («Вершина», дочь Дагды, покровительница мудрости), Диан Кехт (бог-врачеватель), Гоибниу (бог-кузнец), Огма («Солнечноликий», брат Дагды), и даже их предводительницей.
После поражения от Сыновей Миля (людей) в Битве при Тальтиу Племена богини Дану были вынуждены скрываться от глаз смертных в подземном мире.
С тех пор подземная Ирландия стала царством туатов, некогда могущественные Племена богини Дану — обитателями холмов, владыками нижнего мира, в позднем фольклоре преобразившихся в сидов (ирл. Sidhe) — ирландских эльфов, фей и гоблинов, а Дану — покровительницей эльфов и фей.